# 1-氯丙烷
1-氯丙烷，又稱正丙基氯，化學式是{\displaystyle {\ce {C3H7Cl}}}，屬於有機化合物，是氯代烷的一種。它是種無色、易燃的液體，有氯仿的氣味。它的密度比水更小，而且微溶於水。

## 製備
1-氯丙烷可由正丙醇和三氯化磷、五氯化磷或鹽酸製備而成。在三苯基膦的存在下，正丙醇也可以和四氯化碳反应，得到1-氯丙烷。此外，三甲基氯硅烷也可作为氯化试剂。
在丙烯的鹵氫化反應裏，根據馬氏規則，1－氯丙烷只是副產品，而2－氯丙烷才是主要的生成物。這是因為反應跟從親電加成的反應機理，反應中途涉及到碳陽離子，而二級碳陽離子比一級碳陽離子更為穩定。因此這反應一般不會用來製備1－氯丙烷。
此物也可由過量的丙烷與氯氣在紫外光或陽光照射下反應制得。但在這自由基取代反應中，產物通常是多個氯代烷的混合物。

## 反應

### 異構化
在三氯化鋁存在之下，1-氯丙烷會異構化，變為它的位置異構體2－氯丙烷。加熱到約攝氏四百度時，在氯化鋇的存在下1-氯丙烷發生反應，生成2－氯丙烷和丙烯。

### 雙分子親核取代反應
由於1-氯丙烷屬於一級氯代烷，位阻效應較小，而且一級碳陽離子非常不穩定，所以會主要按照雙分子的機理來進行親核取代反應。其中，親核試劑攻擊1-氯丙烷上連著氯原子的碳，氯以氯離子的形式離去。1-氯丙烷的親核取代反應可以實現官能團轉換和碳鏈增長，用以合成新的有機化合物。
例如，1-氯丙烷可以與氫氧化鈉發生雙分子親核取代反應，生成正丙醇。過程氯離子被取代，為離去基團，跟氫氧化鈉中的鈉離子結合生成氯化鈉。合成胺時，可以通過加布里爾伯胺合成反應來合成丙胺。它和叔胺反应，可以得到季铵盐。

### 與金屬的反應
可以與金屬鎂反應在四氫呋喃或乾乙醚裏制得格氏試劑，又或者與鋰金屬在乾乙醚在低溫中直接反應來製備有機鋰試劑。由於這些試劑很活潑，所以製造過程裏不能有二氧化碳和水。這些試劑都是很强的鹼，也是親核試劑，可以用來製備其他有機化合物。

## 用途
多為工業生產的中間體，可以用來合成醫藥、農藥等有機化合物。亦可用作溶劑。